# Daniel Loper
Daniel Robert Loper (Houston, 15 gennaio 1982) è un giocatore di football americano statunitense che è attualmente free agent.

## Carriera universitaria
Ha giocato con i Texas Tech Red Raiders squadra rappresentativa dell'università del Texas.

## Carriera professionistica

### Tennessee Titans
Al draft NFL 2005 è stato selezionato dai Titans come 150ª scelta. Nel suo primo anno non è mai sceso in campo.
Con i Titans ha concluso giocando 40 partite di cui nessuna da titolare.

### Detroit Lions
Il 10 marzo 2009 firmò un contratto di un anno con i Lions. Il 15 aprile 2010 viene svincolato concludendo con 8 partite di cui 5 da titolare.

### Oakland Raiders
Il 14 maggio firma con i 'Raiders un contratto di un anno.
Il 3 marzo 2011 ha firmato un contratto di due anni per un totale di 3,9 milioni di dollari, ma il 3 settembre è stato svincolato.

## Statistiche
| Partite totali             | 58 |
| Partite totali da titolare | 9  |